# Enganyapastors ventre-rogenc
L'enganyapastors ventre-rogenc (Lurocalis rufiventris) és una espècie d'ocell de la família dels caprimúlgids (Caprimulgidae). No s'han descrit subespècies.

## Hàbitat i distribució
Boscos i clars de les muntanyes des de l'est Colòmbia i oest de Veneçuela, cap al sud, a través dels Andes de l'Equador i el Perú fins al centre de Bolívia.